# Stazione meteorologica di Novara Cameri
La stazione meteorologica di Novara Cameri è la stazione meteorologica di riferimento per il Servizio Meteorologico dell'Aeronautica Militare e per l'Organizzazione Mondiale della Meteorologia, relativa alla località di Cameri nei pressi della città di Novara.

## Caratteristiche
La stazione meteorologica si trova nell'Italia nord-occidentale, in Piemonte, nel comune di Cameri, a 169 metri s.l.m. e alle coordinate geografiche 45°31′47.07″N 8°40′01.2″E.
Oltre ad essere un punto di riferimento per la navigazione aerea, la stazione effettua osservazioni orarie sullo stato del cielo (nuvolosità in chiaro) e su temperatura, precipitazioni, umidità relativa, eliofania, pressione atmosferica con valore normalizzato al livello del mare, direzione e velocità del vento.

## Medie climatiche ufficiali

### Dati climatologici 1971-2000
In base alle medie climatiche del periodo 1971-2000, le più recenti in uso, la temperatura media del mese più freddo, gennaio, è di +1,4 °C, mentre quella del mese più caldo, luglio, è di +22,1 °C; mediamente si contano 89 giorni di gelo all'anno e 23 giorni con temperatura massima uguale o superiore ai +30 °C. I valori estremi di temperatura registrati nel medesimo trentennio sono i -17,0 °C del gennaio 1985 e i +36,0 °C del luglio 1983.
Le precipitazioni medie annue si attestano a 1.037 mm, mediamente distribuite in 80 giorni di pioggia, con minimo relativo in inverno, picco massimo in autunno e massimo secondario in primavera per gli accumuli.
L'umidità relativa media annua fa registrare il valore di 75,8 % con minimo di 71 % a luglio e massimi di 83 % a novembre e a dicembre; mediamente si contano 88 giorni di nebbia all'anno.
Di seguito è riportata la tabella con le medie climatiche e i valori massimi e minimi assoluti registrati nel trantennio 1971-2000 e pubblicati nell'Atlante Climatico d'Italia del Servizio Meteorologico dell'Aeronautica Militare relativo al medesimo trentennio.
| Novara Cameri (1971-2000)       | Mesi         | Mesi         | Mesi         | Mesi        | Mesi        | Mesi        | Mesi        | Mesi        | Mesi        | Mesi        | Mesi         | Mesi         | Stagioni | Stagioni | Stagioni | Stagioni | Anno    |
| Novara Cameri (1971-2000)       | Gen          | Feb          | Mar          | Apr         | Mag         | Giu         | Lug         | Ago         | Set         | Ott         | Nov          | Dic          | Inv      | Pri      | Est      | Aut      | Anno    |
| ------------------------------- | ------------ | ------------ | ------------ | ----------- | ----------- | ----------- | ----------- | ----------- | ----------- | ----------- | ------------ | ------------ | -------- | -------- | -------- | -------- | ------- |
| T. max. media (°C)              | 5,7          | 8,3          | 13,2         | 17,0        | 21,4        | 25,5        | 28,3        | 27,9        | 23,7        | 17,5        | 10,8         | 6,6          | 6,9      | 17,2     | 27,2     | 17,3     | 17,2    |
| T. min. media (°C)              | −2,9         | −1,5         | 1,4          | 5,1         | 10,0        | 13,4        | 15,8        | 15,7        | 11,9        | 6,6         | 1,6          | −1,7         | −2,0     | 5,5      | 15,0     | 6,7      | 6,3     |
| T. max. assoluta (°C)           | 21,0 (2000)  | 24,0 (1990)  | 26,8 (1997)  | 27,0 (1984) | 30,4 (1986) | 34,4 (1996) | 36,0 (1983) | 35,8 (1974) | 33,2 (1983) | 30,2 (1997) | 21,2 (1979)  | 15,5 (1979)  | 24,0     | 30,4     | 36,0     | 33,2     | 36,0    |
| T. min. assoluta (°C)           | −17,0 (1985) | −13,4 (1987) | −11,1 (1971) | −3,8 (1987) | −1,8 (1979) | 3,2 (1974)  | 7,0 (1974)  | 6,0 (1995)  | 1,6 (1974)  | −5,0 (1997) | −10,0 (1975) | −12,3 (1973) | −17,0    | −11,1    | 3,2      | −10,0    | −17,0   |
| Giorni di calura (Tmax ≥ 30 °C) | 0,0          | 0,0          | 0,0          | 0,0         | 0,0         | 2,5         | 10,6        | 9,0         | 0,0         | 0,0         | 0,0          | 0,0          | 0,0      | 0,0      | 22,1     | 0,0      | 22,1    |
| Giorni di gelo (Tmin ≤ 0 °C)    | 23,4         | 18,6         | 10,2         | 2,2         | 0,2         | 0,0         | 0,0         | 0,0         | 0,0         | 2,2         | 11,8         | 21,1         | 63,1     | 12,6     | 0,0      | 14,0     | 89,7    |
| Precipitazioni (mm)             | 69,5         | 66,1         | 87,4         | 93,3        | 125,0       | 84,5        | 56,3        | 82,5        | 97,1        | 119,2       | 101,7        | 54,7         | 190,3    | 305,7    | 223,3    | 318,0    | 1 037,3 |
| Giorni di pioggia               | 6,3          | 4,9          | 6,0          | 8,5         | 9,3         | 7,4         | 5,2         | 6,6         | 6,3         | 6,9         | 6,7          | 5,8          | 17,0     | 23,8     | 19,2     | 19,9     | 79,9    |
| Giorni di nebbia                | 18           | 12           | 5            | 1           | 1           | 1           | 0           | 1           | 4           | 13          | 15           | 17           | 47       | 7        | 2        | 32       | 88      |
| Umidità relativa media (%)      | 81           | 76           | 70           | 72          | 73          | 73          | 71          | 74          | 75          | 79          | 83           | 83           | 80       | 71,7     | 72,7     | 79       | 75,8    |

### Dati climatologici 1961-1990
In base alla media trentennale di riferimento 1961-1990, ancora in uso per l'Organizzazione meteorologica mondiale e definita Climate Normal (CLINO), la temperatura media del mese più freddo, gennaio, si attesta a +1,0 °C; quella del mese più caldo, luglio, è di +21,9 °C. Nel medesimo trentennio, la temperatura minima assoluta ha toccato i -17,0 °C nel gennaio 1985 (media delle minime assolute annue di -11,8 °C), mentre la massima assoluta ha fatto registrare i +36,0 °C nel luglio 1983 (media delle massime assolute annue di +33,0 °C).
La nuvolosità media annua si attesta a 4,1 okta giornalieri, con minimo di 3 okta giornalieri a luglio e massimo di 5 okta giornalieri a novembre.
Le precipitazioni medie annue sfiorano i 1.000 mm e presentano un minimo in inverno, un picco primaverile e massimi secondari in estate ed autunno.
L'umidità relativa media annua fa registrare il valore di 78% con minimo di 73% a marzo e massimi di 84% a novembre e a dicembre.
| Novara Cameri (1961-1990)   | Mesi         | Mesi         | Mesi         | Mesi        | Mesi        | Mesi        | Mesi        | Mesi        | Mesi        | Mesi        | Mesi         | Mesi         | Stagioni | Stagioni | Stagioni | Stagioni | Anno  |
| Novara Cameri (1961-1990)   | Gen          | Feb          | Mar          | Apr         | Mag         | Giu         | Lug         | Ago         | Set         | Ott         | Nov          | Dic          | Inv      | Pri      | Est      | Aut      | Anno  |
| --------------------------- | ------------ | ------------ | ------------ | ----------- | ----------- | ----------- | ----------- | ----------- | ----------- | ----------- | ------------ | ------------ | -------- | -------- | -------- | -------- | ----- |
| T. max. media (°C)          | 5,1          | 8,0          | 12,9         | 17,0        | 21,4        | 25,5        | 28,4        | 27,5        | 24,0        | 17,8        | 10,7         | 6,1          | 6,4      | 17,1     | 27,1     | 17,5     | 17,0  |
| T. min. media (°C)          | −3,2         | −1,5         | 1,5          | 5,0         | 9,5         | 12,9        | 15,4        | 15,1        | 11,8        | 6,6         | 1,5          | −2,2         | −2,3     | 5,3      | 14,5     | 6,6      | 6,0   |
| T. max. assoluta (°C)       | 19,4 (1982)  | 24,0 (1990)  | 23,0 (1977)  | 27,0 (1984) | 30,4 (1986) | 33,4 (1965) | 36,0 (1983) | 35,8 (1974) | 33,2 (1983) | 27,4 (1980) | 21,2 (1979)  | 20,3 (1967)  | 24,0     | 30,4     | 36,0     | 33,2     | 36,0  |
| T. min. assoluta (°C)       | −17,0 (1985) | −14,6 (1969) | −11,1 (1971) | −5,0 (1970) | −1,8 (1979) | 3,2 (1974)  | 6,6 (1970)  | 4,5 (1969)  | 1,6 (1974)  | −4,4 (1974) | −10,0 (1975) | −12,7 (1970) | −17,0    | −11,1    | 3,2      | −10,0    | −17,0 |
| Nuvolosità (okta al giorno) | 4,9          | 4,6          | 4,2          | 4,2         | 4,5         | 3,9         | 3,0         | 3,3         | 3,4         | 3,8         | 5,0          | 4,6          | 4,7      | 4,3      | 3,4      | 4,1      | 4,1   |
| Precipitazioni (mm)         | 59,0         | 73,3         | 94,8         | 103,7       | 126,8       | 81,5        | 54,8        | 84,7        | 71,9        | 109,8       | 83,1         | 49,5         | 181,8    | 325,3    | 221,0    | 264,8    | 992,9 |
| Giorni di pioggia           | 6            | 6            | 7            | 8           | 9           | 8           | 5           | 7           | 6           | 6           | 7            | 5            | 17       | 24       | 20       | 19       | 80    |
| Umidità relativa media (%)  | 83           | 80           | 73           | 76          | 75          | 74          | 75          | 75          | 76          | 81          | 84           | 84           | 82,3     | 74,7     | 74,7     | 80,3     | 78    |

## Valori estremi

### Temperature estreme mensili dal 1960 ad oggi
Nella tabella sottostante sono riportate le temperature massime e minime assolute mensili, stagionali ed annuali dal 1960 ad oggi, con il relativo anno in cui si queste si sono registrate. La massima assoluta del periodo esaminato di +36,6 °C risale all'agosto 2003 e al luglio 2022, mentre la minima assoluta di -19,4 °C risale al gennaio 1960.
| Novara Cameri (1960-2024) | Mesi         | Mesi         | Mesi         | Mesi        | Mesi        | Mesi        | Mesi        | Mesi        | Mesi              | Mesi        | Mesi         | Mesi         | Stagioni | Stagioni | Stagioni | Stagioni | Anno  |
| Novara Cameri (1960-2024) | Gen          | Feb          | Mar          | Apr         | Mag         | Giu         | Lug         | Ago         | Set               | Ott         | Nov          | Dic          | Inv      | Pri      | Est      | Aut      | Anno  |
| ------------------------- | ------------ | ------------ | ------------ | ----------- | ----------- | ----------- | ----------- | ----------- | ----------------- | ----------- | ------------ | ------------ | -------- | -------- | -------- | -------- | ----- |
| T. max. assoluta (°C)     | 21,0 (2000)  | 24,0 (1990)  | 27,6 (2005)  | 32,0 (2011) | 33,0 (2009) | 36,4 (2003) | 36,6 (2022) | 36,6 (2003) | 33,2 (1983, 2024) | 30,2 (1997) | 21,4 (2004)  | 20,3 (1967)  | 24,0     | 33,0     | 36,6     | 33,2     | 36,6  |
| T. min. assoluta (°C)     | −19,4 (1960) | −15,2 (2012) | −11,1 (1971) | −5,0 (1970) | −1,8 (1979) | 3,2 (1974)  | 6,6 (1970)  | 4,5 (1969)  | 1,6 (1974)        | −5,0 (1997) | −10,0 (1975) | −13,8 (2009) | −19,4    | −11,1    | 3,2      | −10,0    | −19,4 |